# Amoerlemming
De amoerlemming (Lemmus amurensis)  is een zoogdier uit de familie van de Cricetidae. De wetenschappelijke naam van de soort werd voor het eerst geldig gepubliceerd door Vinogradov in 1924.